# Nederlands kampioenschap vrouwenvoetbal 2001/02
Het Nederlands kampioenschap vrouwenvoetbal van 2001/02 werd gespeeld in de Hoofdklasse oftewel de hoogste voetbalklasse van het vrouwenvoetbal. In deze competitie strijden twaalf clubs om het landskampioenschap van Nederland. Ter Leede was de titelverdediger. VV Oostkapelle debuteerde op het hoogste niveau en is de eerste club uit Zeeland ooit in de hoofdklasse.
SV Saestum werd kampioen en plaatste zich voor de UEFA Women's Cup in het volgende seizoen.

## Eindstand
| Positie | Club                    | Gespeelde duels - punten |
| ------- | ----------------------- | ------------------------ |
| 1       | SV Saestum              | 22 - 57                  |
| 2       | SV Braakhuizen          | 22 - 44                  |
| 3       | Oranje Nassau Groningen | 22 - 41                  |
| 4       | ASV Wartburgia          | 22 - 34                  |
| 5       | WFC Wormerveer          | 22 - 34                  |
| 6       | Ter Leede               | 22 - 33                  |
| 7       | SteDoCo                 | 22 - 29                  |
| 8       | VV Reiger Boys          | 22 - 26                  |
| 9       | SC Klarenbeek           | 22 - 20                  |
| 10      | VV Oostkapelle          | 22 - 17                  |
| 11      | ODC                     | 22 - 17                  |
| 12      | SC Muiden               | 22 - 10                  |

- Nummer 1 is landskampioen en plaatst zich voor de UEFA Women's Cup 2002/03
- Nummer 10, 11 en 12 degraderen naar de Eerste Klasse.